# Belsch
Belsch è un comune del Meclemburgo-Pomerania Anteriore, in Germania.
Appartiene al circondario (Kreis) di Ludwigslust-Parchim (targa LWL) ed è parte della comunità amministrativa (Amt) di Hagenow-Land.